# Улица Ивана Булкина (Самара)
Улица Ива́на Бу́лкина — улица в Советском районе города Самары. Начало и первый участок идёт от улицы Мориса Тореза, пересекает Средний проезд и заканчивается Чёрновской улицей. Второй участок берёт своё начало от улицы Гагарина, пересекает улицы: Артёмовскую, Печёрскую, Дыбенко, Ветлужский переулок, Академический переулок, Лучистый переулок, улицу Антонова-Овсеенко, улицу Блюхера и завершается проспектом Карла Маркса. Имеет относительную протяжённость 1,9 км.

## История
Семья поэта и героя Великой Отечественной войны Булкина Ивана Гурьяновича поселилась в городе Куйбышеве по адресу: Озёрная, дом № 86 (территория бывшего Мещанского посёлка). С 12 марта 1964 года улица Озёрная, проходившая в Самарском и Ленинском районах, стала называться улицей Ивана Булкина. Улица Озёрная начиналась от сегодняшней улицы Владимирской, где в районе дома № 29 существовало озеро Чёрное, которое в 1927 году было засыпано. В 1970-80-х годах при постройке Мичуринских микрорайонов улица Озёрная и частный сектор были полностью снесены, и имя Ивана Булкина пропало с карты Куйбышева, большинство новых зданий на этом участке получили адрес по проспекту Карла Маркса.
Застройка домами по нынешней улице Ивана Булкина на разных участках длилась с 1950-х годов по 1970-е годы. В 1986 году решением Куйбышевского горисполкома имя в честь Ивана Булкина получил бывший 6-й проезд.
В конце 1970-х годов последний участок улицы от проспекта Карла Маркса до Московского шоссе был «зачищен» в связи со строительством Центрального автовокзала, открывшегося 1 декабря 1980 года.
В июле 1986 года появились одноимённые остановки и пустили трамваи по улице Антоново-Овсеенко, проходящие через улицу Ивана Булкина.
Иван погиб в январе 1943 года около Дома Красной Армии (ныне улицы Карла Маркса) в городе Ставрополе. Символично, что самарская улица Ивана Булкина заканчивается на проспекте Карла Маркса.

## Здания и сооружения
Вся улица в основном застроена обычными жилыми домами разных годов постройки. Единственным государственным учреждением является здание по адресу: Ивана Булкина, дом № 77А — детский сад № 229, который начал свою работу в марте 1973 года и работает по сей день.

## Транспорт
По Ивана Булкина общественный транспорт не ходит. Ближайшие остановки к ней:
- Остановка Ивана Булкина — Дыбенко
  - Автобус: 56
- Остановка Ивана Булкина — Антоново-Овсеенко
  - Автобус: 35, 45, 65
  - Троллейбус: 15
  - Трамвай: 2, 4, 13
  - Маршрутное такси: 96, 99, 126с